# MTV Hard Rock Live
MTV Hard Rock Live è il secondo album dal vivo dei Simple Plan, pubblicato il 4 ottobre 2005 dalla Lava Records.

## Il disco
Il disco contiene l'esibizione dal vivo della band all'Hard Rock Cafe di Londra nel 2005. Pierre, il cantante della band, ha commentato così l'esibizione: 

## Tracce
1. Shut Up! – 4:18
2. Jump – 4:32
3. The Worst Day Ever – 4:20
4. Addicted – 4:14
5. Me Against the World – 3:46
6. Crazy – 4:58
7. God Must Hate Me – 4:02
8. Thank You – 5:39
9. Welcome to My Life – 4:52
10. I'm Just a Kid – 5:07
11. I'd Do Anything – 4:44
12. Untitled (How Could This Happen to Me?) – 4:23
13. Perfect – 5:45

Tracce bonus nell'edizione deluxe
1. Crazy (Acoustic Version) – 3:55
2. Welcome to My Life (Acoustic Version) – 3:35
3. Perfect (Acoustic Version) – 4:06

Traccia bonus nell'edizione deluxe giapponese
1. Promise (Live)

## Formazione
- Pierre Bouvier – voce, chitarra addizionale
- Jeff Stinco – chitarra solista
- Sébastien Lefebvre – chitarra ritmica, voce secondaria
- David Desrosiers – basso, voce secondaria
- Chuck Comeau – batteria

## Classifiche
| Classifica (2003) | Posizione massima |
| ----------------- | ----------------- |
| Australia         | 28                |
| Giappone          | 59                |
| Stati Uniti       | 119               |
| Svizzera          | 84                |